# FM 오사카

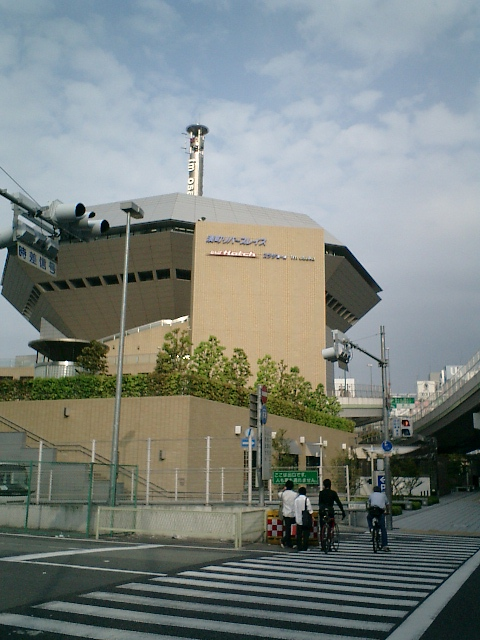
미나토마치 리버프레이스 (FM 오사카 본사)

FM 오사카는 일본의 FM라디오 방송국으로 1970년 4월 1일 개국했으며 오사카부에서 방송을 실시하고 있다.
JFN 가맹방송국이자 준중심방송국이며 약칭은 fmo, 애칭은 fm osaka(혹은 851,fm osaka 851), 콜사인은 JOBU-FM이다.

## 연혁
- 1969년 8월 21일 오사카 음악 FM 방송 주식회사 설립
- 1970년 4월 1일 일본 두 번째, 간사이 지역 최초의 민영 FM 방송국으로 개국
- 2010년 3월 15일 인터넷 라디오 서비스 radiko 실용화시험 시작

## 주파수
- 오사카 방송국:85.1MHz(출력:10Kw)
- 나카노세 중계국:77.4MHz(출력:10w)

## 보충서술
- 개국 당시 광역 텔레비전 방송국과 같이 이코마 산에 송신소를 설치했지만 오사카부 이외의 지역으로 전파 월경 가능성이 지적되어 송신소를 이전했다.
- FM802가 방송하지 않는 음악을 많이 방송한다.
- fm osakaDJ라는 DJ 양성학원을 갖고 있다.

## 오사카부에 있는 다른 방송국

### 텔레비전 방송국
- NHK 오사카 방송국(라디오 겸영)
- 마이니치 방송(MBS)(TV는 도쿄 방송 계열, 라디오는 JRN&NRN계열)
- 아사히 방송(ABC)(TV는 TV 아사히 계열, 라디오는 JRN&NRN계열)
- 간사이 TV 방송(KTV)(후지 TV 계열)
- 요미우리 TV 방송(ytv)(니혼 TV 계열)
- TV 오사카(TVO)(TV 도쿄계열, 오사카부만 방송구역)

### 라디오 방송국
- 오사카 방송(OBC, 애칭 라디오 오사카, NRN계열)
- FM802(JAPAN FM LEAGUE 계열, 오사카부만 방송구역)
- 간사이 인터미디어(MegaNet 계열, 간사이 지방 일부지역이 방송구역에 포함)

## 같이 보기
- Aiko (가수)